# Diplazium flavoviride
Diplazium flavoviride là một loài dương xỉ trong họ Athyriaceae. Loài này được Alston mô tả khoa học đầu tiên năm 1940.
Danh pháp khoa học của loài này chưa được làm sáng tỏ. 